# Monte Labbrone
Il monte Labbrone è una montagna dell'appennino abruzzese situata a sud della piana del Fucino nel territorio comunale di Trasacco (AQ), in Abruzzo.

## Descrizione
La montagna situata lungo il bordo meridionale del Fucino segna l'imbocco della Vallelonga nel comune abruzzese di Trasacco. Raggiunge un'altitudine di 1099 m s.l.m.
Alle pendici, tra i monti Labbrone e Alto, si trova la grotta Continenza, sito d'interesse archeologico e speleologico. Un sentiero conduce al monumento della Madonna della Pellegrina collocato sulla vetta. Il monumento ferreo della stella a sei punte è stato posizionato nel 1965, mentre la statua in ferro battuto e zincata, raffigurante la Madonna, è stata ricollocata nel 2014 in sostituzione della grande scultura in cemento realizzata nel 1955. Le opere sono state realizzate da Elgizio e Mauro Cancelli.

### Visuale dalla vetta
Dalla vetta è possibile ammirare la piana del Fucino e alcune vette della Marsica come il Velino, il Sirente, i monti Alto, Torricelle e Longagna e le cime della Serra Lunga.

## Cartografia
- Cartografia ufficiale italiana dell'Istituto Geografico Militare (IGM) in scala 1:25.000 e 1:100.000, consultabile on line